# بینین، اریحا
بینین (به عربی: بینین) یک روستا در سوریه است که در ناحیه مرکزی اریحا واقع شده‌است. بینین ۷۴۳ نفر جمعیت دارد.